# Dombarowskij (miejscowość)
Dombarowskij (ros. Домбаровский) – osiedle w Rosji, w obwodzie orenburskim, ośrodek administracyjny rejonu dombarowskiego. W 2010 liczyło 8614 mieszkańców.